# Янне Ояла
Янне Ояла (фін. Janne Ojala; нар. 7 вересня 1977) — колишній фінський тенісист.
Найвищу одиночну позицію світового рейтингу — 295 місце досяг 7 червня 1999, парну — 272 місце — 6 грудня 1999 року.

## Титули ITF Ф'ючерс

### Одиночний розряд: (4)
| Ранг | Дата     | Турнір               | Покриття | Суперник      | Рахунок     |
| ---- | -------- | -------------------- | -------- | ------------- | ----------- |
| 1.   | Сер 2002 | Литва F1, Вільнюс    | Ґрунт    | Тімо Ніємінен | 6–1, 6–0    |
| 2.   | Чер 2003 | Естонія F1A, Таллінн | Ґрунт    | Тімо Ніємінен | 7–6(3), 6–2 |
| 3.   | Сер 2003 | Литва F1, Вільнюс    | Ґрунт    | Стіан Боретті | 6–2, 6–4    |
| 4.   | Лип 2004 | Естонія F1, Таллінн  | Ґрунт    | Барт Бекс     | 7–6(4), 6–3 |

### Парний розряд: (6)
| Ранг | Дата     | Турнір                    | Покриття | Партнер          | Суперники                             | Рахунок       |
| ---- | -------- | ------------------------- | -------- | ---------------- | ------------------------------------- | ------------- |
| 1.   | Бер 1998 | Ізраїль F1, Яффа          | Тверде   | Тапіо Нурмінен   | Джонатан Ерліх Амір Хадад             | 6–2, 7–5      |
| 2.   | Чер 1998 | Фінляндія F3, Гямеенлінна | Ґрунт    | Лассі Кетола     | Джеймс Девідсон Патрік Ланґвардт      | 3–6, 6–3, 6–2 |
| 3.   | Лис 1999 | Туніс F2, Туніс (місто)   | Ґрунт    | Тапіо Нурмінен   | Франтішек Чермак Петр Дезорт          | 6–2, 4–6, 6–1 |
| 4.   | Чер 2002 | Фінляндія F2, Vierumäki   | Ґрунт    | Тапіо Нурмінен   | Лаурі Кійскі Теро Вілен               | 6–4, 6–4      |
| 5.   | Тра 2003 | Італія F6, Вальденго      | Ґрунт    | Алешандре Сімоні | Франческо Альді Джанкарло Петраццуоло | w/o           |
| 6.   | Чер 2005 | Фінляндія F2, Vierumäki   | Ґрунт    | Майт Кюннап      | Бенедікт Дорш Міша Зверєв             | 6–3, 6–3      |